# Тонтон-Дин
Тонтон-Дин (англ. Taunton Deane) — неметрополитенский район (англ. non-metropolitan district) со статусом боро в графстве Сомерсет (Англия). Административный центр — город Тонтон.

## География
Район расположен в южной части графства Сомерсет, граничит с графством Девон.

## История
Район был образован 1 апреля 1974 года в результате объединения боро Тонтон, городского района (англ. Urban district) Веллингтон и сельских районов (англ. Rural District) Тонтон и Веллингтон.

## Состав
В состав района входят 3 города:
- Веллингтон
- Тонтон
- Уивелискомб

и 48 общин (англ. civil parish).